# Patna
Patna, hindi पटना, trl. Paṭnā, trb. Patna; ang. Patna; nazwa historyczna: Pataliputra – miasto w północno-wschodnich Indiach, na Nizinie Hindustańskiej, nad Gangesem, przy ujściu rzeki Gandak, stolica stanu Bihar. Ponad 2 mln mieszkańców. Na przełomie er jedno z największych miast świata. Ważny ośrodek handlu, nauki i rzemiosła.

## Ciekawe miejsca
- Kumarahrar – ruiny pałacu cesarza Aśoki
- Harmandir – świątynia z XIX w.
- Golghar – ogromny spichlerz w formie ula
- Dźalan Kuila – muzeum